# Dumbrava (okręg Neamț)
Dumbrava – wieś w Rumunii, w okręgu Neamț, w gminie Timișești. W 2011 roku liczyła 1107 mieszkańców.